# Ат-Баші
Ат-Баші (кирг. Ат-Башы) — село в Наринській області Киргизстану. Адміністративний центр Ат-Башинського району.

## Географія
Населений пункт розташовується у центрі області на південь від міста Нарин.

### Клімат
Село знаходиться у зоні, котра характеризується кліматом тропічних степів. Найтепліший місяць — липень із середньою температурою 17.3 °C (63.1 °F). Найхолодніший місяць — січень, із середньою температурою -14.8 °С (5.4 °F).
| Клімат Ат-Баші          | Клімат Ат-Баші | Клімат Ат-Баші | Клімат Ат-Баші | Клімат Ат-Баші | Клімат Ат-Баші | Клімат Ат-Баші | Клімат Ат-Баші | Клімат Ат-Баші | Клімат Ат-Баші | Клімат Ат-Баші | Клімат Ат-Баші | Клімат Ат-Баші | Клімат Ат-Баші |
| Показник                | Січ.           | Лют.           | Бер.           | Квіт.          | Трав.          | Черв.          | Лип.           | Серп.          | Вер.           | Жовт.          | Лист.          | Груд.          | Рік            |
| Середній максимум, °C   | −10,1          | −7,5           | 1,8            | 11,9           | 15,7           | 19,8           | 22,9           | 23             | 18,4           | 10,8           | 1              | −6,9           | 8,4            |
| Середня температура, °C | −14,8          | −11,8          | −1,9           | 7,6            | 11,4           | 14,5           | 17,3           | 17,2           | 12,6           | 6              | −3             | −11,2          | 3,7            |
| Середній мінімум, °C    | −21            | −18,3          | −8             | 0,2            | 3,7            | 6,7            | 8,9            | 8,4            | 4,1            | −1,8           | −9,4           | −16,9          | −3,6           |
| Норма опадів, мм        | 5.4            | 8.7            | 19.8           | 27.9           | 40.6           | 33.1           | 31.3           | 30.3           | 17.3           | 12.3           | 10.4           | 5.2            | 242.3          |
| Днів з опадами          | 7,4            | 8,6            | 10             | 10,2           | 13,7           | 12,9           | 10,1           | 6,8            | 5,6            | 5,9            | 6,6            | 6,5            | 104,3          |
| Вологість повітря, %    | 72.8           | 69.8           | 61.2           | 47.7           | 48             | 45.3           | 43.3           | 41.9           | 42.9           | 49.2           | 58.5           | 70.4           | 54.3           |
| ----------------------- | -------------- | -------------- | -------------- | -------------- | -------------- | -------------- | -------------- | -------------- | -------------- | -------------- | -------------- | -------------- | -------------- |
| Джерело: Weatherbase    |                |                |                |                |                |                |                |                |                |                |                |                |                |